# Ephesia streckeri
Ephesia streckeri är en fjärilsart som beskrevs av Otto Staudinger 1888. Ephesia streckeri ingår i släktet Ephesia och familjen nattflyn. Inga underarter finns listade i Catalogue of Life.